# Gambijská fotbalová reprezentace
Gambijská fotbalová reprezentace reprezentuje Gambii na mezinárodních fotbalových akcích, jako je mistrovství světa nebo Africký pohár národů.
V květnu 2014 dostaly veškeré mládežnické reprezentace i A-tým Gambie od CAF dvouletý zákaz startu ve všech soutěžích na africkém kontinentě kvůli podvodu s věkem hráčů v kvalifikaci. 6. dubna 2014 proti Libérii nasadila Gambie pět hráčů s rokem narození 1994, ačkoli směli nastoupit jen fotbalisti ročníku 1995 a pozdějšího. Stejně tak se gambijské kluby nemohly po tuto dobu zúčastnit kontinentálních pohárových soutěží.

## Mistrovství světa
| Rok    | Účast                                           | Soupisky |
| ------ | ----------------------------------------------- | -------- |
| 1966   | Bez účasti                                      |          |
| 1970   | Bez účasti                                      |          |
| 1974   | Bez účasti                                      |          |
| 1978   | Bez účasti                                      |          |
| 1982   | Nepostoupili z kvalifikace                      |          |
| 1986   | Nepostoupili z kvalifikace                      |          |
| 1990   | Bez účasti                                      |          |
| 1994   | Vzdali                                          |          |
| 1998   | Nepostoupili z kvalifikace                      |          |
| 2002   | Nepostoupili z kvalifikace                      |          |
| 2006   | Nepostoupili z kvalifikace                      |          |
| 2010   | Nepostoupili z kvalifikace                      |          |
| 2014   | Nepostoupili z kvalifikace                      |          |
| 2018   | Nepostoupili z kvalifikace                      |          |
| Celkem | Účast – 0× Zlato – 0×, Stříbro – 0×, Bronz – 0× |          |